# Vladimir Avilov
Vladimir Avilov (Maardu, 10 marzo 1995) è un calciatore estone, difensore del Maardu.

## Carriera

### Club
Ha giocato nella prima divisione estone.

### Nazionale
Nel 2014 ha esordito in nazionale.

## Statistiche

### Cronologia presenze e reti in nazionale
| Cronologia completa delle presenze e delle reti in nazionale ― Estonia | Cronologia completa delle presenze e delle reti in nazionale ― Estonia | Cronologia completa delle presenze e delle reti in nazionale ― Estonia | Cronologia completa delle presenze e delle reti in nazionale ― Estonia | Cronologia completa delle presenze e delle reti in nazionale ― Estonia | Cronologia completa delle presenze e delle reti in nazionale ― Estonia | Cronologia completa delle presenze e delle reti in nazionale ― Estonia | Cronologia completa delle presenze e delle reti in nazionale ― Estonia |
| Data                                                                   | Città                                                                  | In casa                                                                | Risultato                                                              | Ospiti                                                                 | Competizione                                                           | Reti                                                                   | Note                                                                   |
| ---------------------------------------------------------------------- | ---------------------------------------------------------------------- | ---------------------------------------------------------------------- | ---------------------------------------------------------------------- | ---------------------------------------------------------------------- | ---------------------------------------------------------------------- | ---------------------------------------------------------------------- | ---------------------------------------------------------------------- |
| 27-12-2014                                                             | Doha                                                                   | Qatar                                                                  | 3 – 0                                                                  | Estonia                                                                | Amichevole                                                             | -                                                                      | 85’                                                                    |
| 6-1-2016                                                               | Abu Dhabi                                                              | Svezia                                                                 | 1 – 1                                                                  | Estonia                                                                | Amichevole                                                             | -                                                                      | 75’                                                                    |
| Totale                                                                 |                                                                        | Presenze                                                               | 2                                                                      |                                                                        | Reti                                                                   | 0                                                                      |                                                                        |

## Palmarès

### Club

#### Competizioni nazionali
- Campionato estone: 2

Levadia Tallinn: 2013, 2014
- Coppa d'Estonia: 2

Levadia Tallinn: 2011-2012, 2013-2014
- Supercoppa d'Estonia: 2

Levadia Tallinn: 2013, 2015